# 다카사고 향료공업
다카사고 향료공업 주식회사(일본어: 高砂香料工業株式会社, 영어: Takasago International Corporation)는 도쿄도 오타구에 본사를 두고 있는 일본의 향료 회사이다.

## 개요
1920년 2월에 창업하여 자본금은 92억 엔, 도쿄 증권거래소 1부 상장 기업(화학으로 분류)이다. 2013년 세계 시장에 있어서의 점유율은 5.2%로 5번째이다.
오사카·나고야·후쿠오카에 지점을 두고 있으며, 출장소와 연락소는 삿포로·센다이·시즈오카·히로시마·도쿠시마 등에 있다. 종합연구소는 히라쓰카(가나가와현), 공장은 히라쓰카·이와타(시즈오카현)·가시마(이바라키현)에 있다.
2001년도 노벨 화학상 수상자인 노요리 료지가 이 회사의 이사로 있다.

## 연혁
- 1920년: ‘다카사고 향료 주식회사’ 설립
- 1938년: 본사를 타이베이에 이전
- 1939년: ‘다카사고 화학 주식회사’로 개칭
- 1945년: 중국 국민 정부의 관리하에 있었음
- 1948년: 판매 회사로서 ‘다카사고 향료 주식회사’를 설립
- 1951년: ‘다카사고 화학’과 ‘다카사고 향료’가 합병되면서 ‘다카사고 향료공업’으로 개칭. 본사를 도쿄로 이전
- 1963년: 도쿄 증권거래소 제2부 상장
- 1969년: 도쿄 증권거래소 제1부 상장
- 1998년: 본사를 아로마 스퀘어로 이전